# Sandra Zaniewska
Sandra Zaniewska (ur. 3 stycznia 1992 w Katowicach) – polska tenisistka, finalistka juniorskiego Australian Open 2009 w grze podwójnej, drużynowa mistrzyni Polski z 2013 roku. Trenerka tenisa; trenowała Alizé Cornet, Petrę Martić (od 2018 do 2023 roku), a obecnie jest trenerką Marty Kostiuk. W swojej karierze ma dziesięć zwycięstw singlowych i siedem deblowych w zawodach ITF.
W maju 2012 roku osiągnęła drugą setkę światowego rankingu WTA i dzięki temu wystartowała w kwalifikacjach do wielkoszlemowego French Open. W pierwszej rundzie pokonała Sachę Jones a w drugiej – Wiesnę Dołonc. W trzecim meczu przegrała z Evą Birnerovą. W czerwcu tego samego roku wystartowała w kwalifikacjach do Wimbledonu. Po pokonaniu Noppawan Lertcheewakarn, Mihaeli Buzărnescu i Sesił Karatanczewej awansowała do turnieju głównego. W pierwszej rundzie zawodów uległa Peng Shuai 2:6, 7:6(3), 3:6.

## Wygrane turnieje rangi ITF
| turnieje z pulą nagród 100 000 $ |
| turnieje z pulą nagród 75 000 $  |
| turnieje z pulą nagród 50 000 $  |
| turnieje z pulą nagród 25 000 $  |
| turnieje z pulą nagród 15 000 $  |
| turnieje z pulą nagród 10 000 $  |

### Gra pojedyncza
|     | Data       | Turniej        | Kat. | ($)    | Naw.   | Finalistka          | Wynik         |
| 1.  | 09/08/2009 | Iława          | ITF  | 10 000 | ziemna | Zuzana Zlochová     | 6:4, 6:4      |
| 2.  | 21/06/2010 | Kolonia        | ITF  | 10 000 | ziemna | Julia Babilon       | 6:4, 6:4      |
| 3.  | 19/06/2011 | Kolonia        | ITF  | 10 000 | ziemna | Lena-Marie Hoffmann | 6:4, 6:2      |
| 4.  | 25/03/2012 | Ipswich        | ITF  | 25 000 | ziemna | Ashleigh Barty      | 7:6, 6:1      |
| 5.  | 01/04/2012 | Bundaberg      | ITF  | 25 000 | ziemna | Shūko Aoyama        | 6:3, 6:2      |
| 6.  | 28/04/2012 | Tunis          | ITF  | 25 000 | ziemna | Ons Jabeur          | 6:4, 4:6, 6:2 |
| 7.  | 03/11/2013 | Szarm el-Szejk | ITF  | 10 000 | ziemna | Valeria Prosperi    | 6:4, 6:1      |
| 8.  | 06/04/2014 | Szarm el-Szejk | ITF  | 10 000 | twarda | Elena-Teodora Cadar | 6:2, 6:1      |
| 9.  | 24/04/2016 | Hammamet       | ITF  | 10 000 | ziemna | Angelica Moratelli  | 7:6(4), 6:2   |
| 10. | 01/05/2016 | Hammamet       | ITF  | 10 000 | ziemna | Inès Ibbou          | 6:1, 6:4      |

### Gra podwójna
|    | Data       | Turniej        | Kat. | ($)    | Naw.   | Partnerka         | Mistrzynie                                | Wynik              |
| 1. | 03/05/2010 | Antalya        | ITF  | 10 000 | ziemna | Pemra Özgen       | Indire Akiki Martina Kubičíková           | 6:1, 6:2           |
| 2. | 18/03/2011 | Antalya        | ITF  | 10 000 | ziemna | Pemra Özgen       | Réka Luca Jani Martina Kubičíková         | 2:6, 7:5, 10–7     |
| 3. | 25/03/2012 | Ipswich        | ITF  | 25 000 | ziemna | Monique Adamczak  | Shūko Aoyama Junri Namigata               | 7:5, 6:4           |
| 4. | 21/10/2012 | Limoges        | ITF  | 50 000 | twarda | Magda Linette     | Irena Pavlovic Stefanie Vögele            | 6:1, 5:7, 10–5     |
| 5. | 27/10/2013 | Szarm el-Szejk | ITF  | 10 000 | twarda | Elise Mertens     | Walerija Strachowa Karina Venditti        | 6:4, 6:7(5), 12–10 |
| 6. | 13/09/2014 | Batumi         | ITF  | 25 000 | twarda | An-Sophie Mestach | Aleksandrina Najdenowa Walerija Strachowa | 6:1, 6:1           |
| 7. | 21/06/2015 | Alkmaar        | ITF  | 10 000 | ziemna | Sally Peers       | Anna Klasen Charlotte Klasen              | 6:3, 6:4           |

## Finały juniorskich turniejów wielkoszlemowych

### Gra podwójna (1)
| Końcowy wynik | Rok  | Turniej         | Nawierzchnia | Partnerka         | Przeciwniczki                     | Wynik finału   |
| Finalistka    | 2009 | Australian Open | Twarda       | Aleksandra Krunić | Christina McHale Ajla Tomljanović | 1:6, 6:2, 4–10 |